# Dichanthium oliganthum
Dichanthium oliganthum là một loài thực vật có hoa trong họ Hòa thảo. Loài này được (Hochst. ex Steud.) Cope mô tả khoa học đầu tiên năm 1980.